# Malte Öhrnstedt
Malte Bernhard Öhrnstedt, specerihandlare i Mariestad, född 7 mars år 1832, troligen i Mariestad. Öhrnstedt tillhörde Mariestads missionsförening från dess tillkomst, och utgav år 1882 sånghäftet ”Brudens Lofsånger på vägen till det goda landet.” Vid stadsbranden i Mariestad år 1895 brann Öhrnstedts egendom upp, och han blev själv i samband med det så illa däran att han dog den 5 februari året därpå, 1896.

## Psalmer
- Det är fullkomnat
- O fröjden er därav, I Jesu vänner (1875) nr 418 i Sånger och psalmer 1951
- Vår sak har vår Jesus gjort redig och klar